# マット・マートン
マシュー・ヘンリー・マートン（Matthew Henry "Matt" Murton, 1981年10月3日 - ）は、アメリカ合衆国フロリダ州フォートローダーデール出身の元プロ野球選手（外野手）。右投右打。

## 概要
2010年から2015年までは、NPBの阪神タイガースに在籍。6シーズンにわたる在籍は、ウィリー・カークランド、ランディ・バースと並んで球団の歴代外国人野手最長である。また、NPBの一軍公式戦における阪神在籍中の通算出場試合数（832試合）・通算安打数（1020安打）はいずれも、阪神の歴代外国人選手としての単独最多記録。2010年の一軍公式戦で記録したシーズン214安打は、当時のNPBシーズン最多安打記録で、現在でもNPBの右打者、外国人選手およびセントラル・リーグのシーズン最多安打記録に当たる（いずれも2024年シーズン終了時点）。
阪神へ入団する前には、MLBのシカゴ・カブスでプレー。現役引退後の2018年から2019年まで、カブスのベースボール・オペレーション補佐を務めていた。

## 経歴

### プロ入りとレッドソックス傘下時代
2003年のドラフト1巡目でジョージア工科大学からボストン・レッドソックスに入団。

### カブス時代

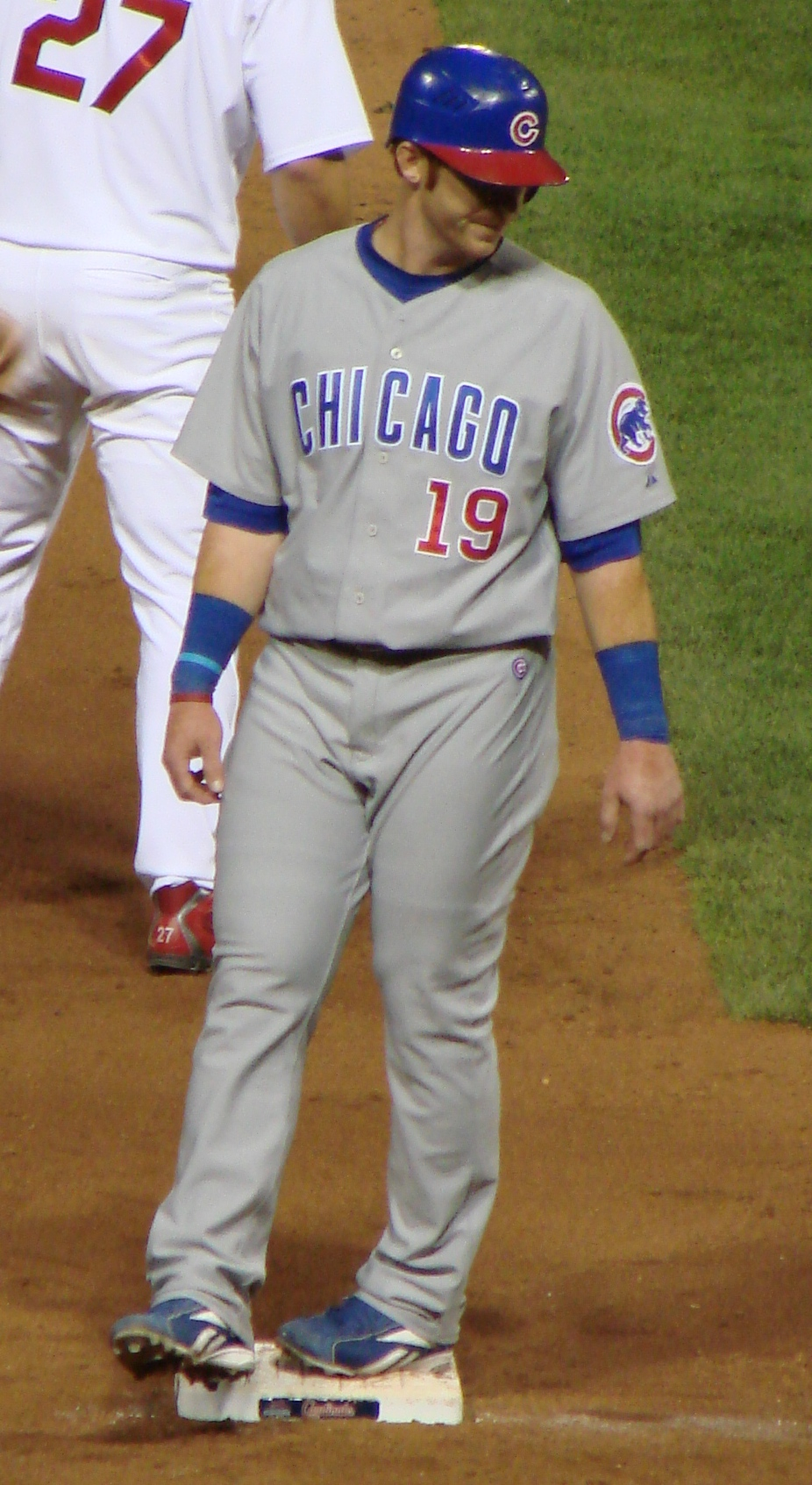
カブスでの現役時代
（2007年）

2004年に4チームが絡むトレードにより、ノマー・ガルシアパーラと共にシカゴ・カブスへ移籍した。
2005年7月8日の対フロリダ・マーリンズ戦でメジャーデビュー。このデビュー戦では、のちに阪神でチームメイトとなるランディ・メッセンジャーがマーリンズの2番手投手として登板し、2打席対戦して右犠飛と右二塁打を放った。このシーズンは打率.321, 7本塁打、14打点、OPS .908という好成績を残した。特に左投手に対しては打率.380と結果を出した。
2006年は左翼手として開幕スタメンを勝ち取り、初打席で本塁打を放つなど3安打と幸先の良いスタートを切った。7月以降の打率は.330と好調を維持し、8月3日には4打席4安打（4二塁打）5打点の1試合最多二塁打記録を樹立。この年はメジャーに定着し、144試合出場でチームトップの打率.297, 13本塁打、62打点、OPS .809の成績を残した。カブスでは人気選手の一人となり、球場内にはマートンの特徴である赤毛の髪を真似たカツラを付けているファンが多く現れた。
2007年にアルフォンソ・ソリアーノ、クリフ・フロイド両外野手がカブスにFA移籍。この年のチーム方針が長打力アップだったため、巧打者タイプのマートンはレギュラー争いに敗れ、打率.281と安定していながらも得点圏打率が.186と低迷したこともあってメジャーでの出場機会を失い、マイナー落ちも経験。94試合の出場にとどまった。3Aでは打率.331, 8本塁打、27打点、OPS .977だった。
2008年はメジャーで結果を残すことができず、マイナーリーグで過ごす日々が続いた。

### アスレチックス時代
2008年7月にリッチ・ハーデンとチャド・ゴダーンとのトレードで他3選手と共にオークランド・アスレチックスへ移籍したが、アスレチックスでも9試合で30打数3安打で本塁打0と結果を残すことができなかった。結局、この年のほとんどを3Aで過ごし、86試合で打率.290, 2本塁打、28打点だった。

### ロッキーズ時代
2009年2月4日にコーリー・ウィンバーリーとのトレードでコロラド・ロッキーズに移籍。この年はメジャー26試合出場で打率.250, 本塁打1本だった。3Aでは海抜1,839 mにある本拠地の利点を生かして97試合で打率.324, 12本塁打、79打点、OPS.888と活躍したが、他の外野手がメジャーで好調だったため、機会に恵まれずこの年はマイナーでシーズンを終えた。

### 阪神時代
2009年のシーズン終了後に、阪神タイガースが獲得に向けて交渉を開始、12月7日にロッキーズから保有権を譲渡されたことを受けて、同月12日に入団を発表した。契約金5000万円・年俸1億円（金額は推定）の1年契約で、2年目の契約については、球団側が選択権（オプション）を保有。背番号は9。試合中の大怪我で引退した赤星憲広の後を継ぐ「1番・中堅手」候補として獲得に至った。
2010年、不慣れな中堅守備などの影響で、春季キャンプ中には野球評論家から酷評された。しかし、オープン戦では鳥谷敬に次いでチーム2位の打率.352, 先頭打者本塁打2本の成績でシーズンを迎えた。3月26日にNPB初出場し、開幕後も5試合連続安打、15試合連続出塁と好調を維持。3月30日の対広島東洋カープ戦（マツダスタジアム）ではNPB1号となる場外本塁打を放ち、阪神の1年目外国人選手としては50年ぶりのオールスターゲームに監督推薦で出場した。後半戦はオールスターを挟んで前半戦から通算で5試合安打が出なかったが、最終的にシーズンを通して2試合以上安打が出なかったのはこの1回限りで、以降はこれまでと同じように安打を量産していった。9月5日の対広島戦の8回表一死二塁から、この日3本目の安打となる中前適時打を打ち、NPB1年目の外国人史上最多となるシーズン175安打を記録し、9月16日の対横浜ベイスターズ戦の8回に加賀繁から、藤村富美男の球団記録に並ぶシーズン191安打を記録。9月18日にはシーズン194安打と球団記録を更新すると共にシーズン安打歴代5位の記録となり、マルチ安打も60度目と球団新記録となった。9月19日の対読売ジャイアンツ戦で球団新記録となるシーズン22回目の猛打賞を記録。9月23日の対中日ドラゴンズ戦第4打席では吉見一起から史上4人目となるシーズン200安打目のソロ本塁打を放ち、NPB史上初となるNPB1年目での200安打を達成。28日の対巨人戦の第3打席で内海哲也からシーズン最多安打のセ・リーグ新記録となる205安打、NPB史上3人目の「シーズン200安打以上、100得点」も達成し、自身の誕生日でもある10月3日の対広島戦の第4打席ではレフトにヒットを打ち、イチローに並ぶNPB記録の210安打。10月5日の対東京ヤクルトスワローズ戦第2打席で中澤雅人からの中前安打で当時のNPB新記録となるシーズン211安打と24回目の猛打賞を記録した。最終的にリーグ3位の打率.349、両リーグ通じて最多の214安打を記録。オフにはベストナインにも選出され、『週刊ベースボール』誌上の読者投票「今年最も活躍した外国人選手」では、77%の得票で1位となった。
2011年、長打力を向上させるべく、左足を高く上げる打撃フォームへの改造に春季キャンプから着手。4月12日のレギュラーシーズン開幕戦（甲子園球場での広島戦）で「1番・右翼手」としてスタメンに起用されたところ、1回裏の第1打席で、広島の開幕投手・前田健太から初回先頭打者本塁打を記録した。阪神の選手によるレギュラーシーズン開幕戦での初回先頭打者本塁打は、1955年の金田正泰以来56年振り2人目だったが、前述したフォームの改造は功を奏さず、シーズンの序盤は打率が1割台に低迷していた。5月26日の対千葉ロッテマリーンズ戦（甲子園）では、2点ビハインドの8回表1死2塁の場面で清田育宏が打ち上げたフライを右翼手として捕球しながら、ボールを右翼スタンドに投げ入れてしまった。アウトカウントを「3アウト」と勘違いしたことによる失態（記録上はマートンの失策）で、二塁走者の今江敏晃に2個の安全進塁権が与えられたことによって、ロッテに1点が追加された。同月28日にはこの失態をめぐって球団フロントから「異例」とされる事情聴取を受けたものの、その後は打撃フォームが定まったことから、リーグトップの打率.325で前半戦を終えた。オールスターゲームにも、前年に続いてセ・リーグの監督推薦で出場。後半戦には8月に体調不良から一時スタメンを外れていたが、9月6日から10月11日まで、NPB史上6人目（外国人選手としては最長）の30試合連続安打を記録した。結局、首位打者のタイトルこそ僅差（打率5厘差）で逃したものの、シーズン通算180安打で2年連続最多安打のタイトルを獲得。ベストナインにも前年に続いてセ・リーグの外野手部門で選出されたが、外野の全ポジションで守備に就いていた前年から一転して、この年の公式戦で守ったポジションは右翼だけだった。この年で契約期間の2年が満了することから、一時がMLB復帰の可能性も取り沙汰されたが、実際には2年契約でチームに残留した。
2012年はシーズンを通じて攻守に精彩を欠いた。不振に悩まされるあまり本人の精神状態も安定せず、6月9日の対オリックス・バファローズ戦では自身の緩慢な守備で相手に得点を与え、打者走者の二塁進塁も許したことを報道陣に問われ、この日の先発投手能見篤史を引き合いに出して「二塁、どうぞ。アイドントライクノウミサン」と、能見が嫌いだから二塁まで進ませてやったという暴言（通訳がジョークだとフォローしている）を口にした。この発言は、ロバート・ホワイティングのエッセー『サクラと星条旗』に引用されるなど、さまざまな波紋をもたらした（後述）。また、8月17日の対ヤクルト戦では守備でのミスを巡って試合後に外野守備走塁コーチの関川浩一と衝突した。
2013年は金本知憲の現役引退と福留孝介の加入による一軍外野陣の再編成によって、守備位置が右翼手から左翼手に変更。開幕直後からセントラル・リーグの打率トップを争うほどにまで打撃が復調したことや、開幕戦から4番を打っていた新井良太が故障で戦線を離脱したことから、4月9日の対巨人戦から8月29日の同カードまでは4番打者に定着。6月6日の対埼玉西武ライオンズ戦（甲子園）の9回裏には、自身ではNPB初、阪神球団通算では100本目のサヨナラ本塁打を牧田和久から記録。6月9日の対ロッテ戦（甲子園）でも、9回裏に益田直也から逆転サヨナラ本塁打を放った結果、阪神の選手では初めて1か月間に公式戦で2本のサヨナラ本塁打を記録した。オールスターゲームには、初めて選手間投票の同リーグ外野手部門で選出された。8月21日の対横浜DeNAベイスターズ戦（横浜）では、NPB初の1試合2本塁打（2打席連続本塁打）を記録した。その一方で、同月18日の対広島戦（マツダスタジアム）から22日の対ヤクルト戦（甲子園）にかけて、セ・リーグタイ記録で球団新記録となる4試合連続で猛打賞を記録。同月29日の対中日戦（ナゴヤドーム）では、NPB移籍後最多となるシーズン18号本塁打を放った。公式戦では19本塁打・178安打・37二塁打を記録し、NPB移籍後3度目のリーグ最多安打に加えて、リーグ最多二塁打も達成した。この年で2年契約が満了したため、シーズン終了の直後にはMLB復帰を示唆したこともあったが、1年契約で阪神への残留を決めた。
2014年4月5日の対ヤクルト戦（神宮）で、第1打席から2本塁打を含む3打席連続安打、自己最多となる1試合7打点も記録した。4月30日の対広島戦（甲子園）2回裏には、野村祐輔からの左前安打で NPB/MLB通算1,000安打に到達。同年5月18日の対DeNA戦（甲子園）では、8回裏の第4打席でNPB通算744安打を放ったことによって、ランディ・バースによる阪神の外国人選手通算最多安打記録を更新した。シーズンの最終打率は.338で、NPB移籍後初めて首位打者のタイトルを獲得。巨人と対戦したクライマックスシリーズ（CS）・ファイナルステージ第4戦では、小山雄輝から先制の3点本塁打を放つなどの活躍で、チームの日本シリーズ出場に貢献した。
2015年は春季一軍キャンプを右太もも裏痛で最も早く離脱。シーズン序盤は、5月10日の対広島戦（甲子園）で3年ぶりにスタメンから外れたり、開幕戦から62試合目でのシーズン初本塁打（6月20日・甲子園での対ヤクルト戦）が（一軍の公式戦で本塁打を放った）阪神の歴代外国人野手では最も遅い記録になったりするなど打撃不振が続いた。しかし、球団が6人目の外国人選手としてネルソン・ペレスを獲得した6月下旬から、打撃が徐々に復調。7月28日の対中日戦（ナゴヤドーム）ではセ・リーグの外国人選手で歴代8位となる公式戦通算780試合出場、8月8日の対DeNA戦（横浜）ではNPB/MLB通算400打点を記録した。9月3日の対広島戦（甲子園）1回裏に福井優也から放った適時打で、NPB加盟の球団に在籍した外国人選手では史上12人目、阪神の外国人選手では初めてとなるNPB公式戦通算1,000本安打を達成。NPB加盟球団への入団から6シーズン目での達成はNPB最短、一軍公式戦での初打席から809試合目での達成はNPB歴代5位の速さであった。ただし、レギュラーシーズン通算では、打率.276、9本塁打という成績にとどまった。チームのシーズン3位で進出した巨人とのCS・1stステージ（東京ドーム）では、第2戦（10月11日）の1回表に、菅野智之からマウロ・ゴメスに続いてソロ本塁打を記録。外国人選手だけによる2者連続本塁打は、NPBのポストシーズン史上初めてであった。同ステージでは全3試合で安打を放ったが、第3戦（12日）では、2点ビハインドで迎えた9回表二死二・三塁の打席で凡退。結果として、チームは1勝2敗でステージ敗退が決まった。

#### 阪神退団
2015年のシーズン終盤は、翌年の戦力構想から外れたことを伝える報道が相次いだ。マートン自身も、同年のクライマックスシリーズ・ファーストステージ第3戦の翌日（10月13日）に、阪神からの退団を示唆するコメントを残してアメリカ合衆国へ帰国。同年11月11日には、球団から戦力外通告を受けていたことを自身の公式サイトで公表し、球団からも2016年にマートンと契約しないことが正式に発表された。12月2日に、NPBから自由契約選手として公示。6年間着用した背番号9は、同年のドラフト会議で1巡目指名を受け入団した、東京六大学野球リーグ戦の通算最多安打記録（131安打）を保持する髙山俊に引き継がれた。

### カブス傘下復帰
2016年2月13日に、シカゴ・カブスとマイナー契約。招待選手としてスプリングトレーニングに参加した。しかし、虫垂炎で一時離脱を余儀なくされたため、レギュラーシーズンの開幕を3A級のアイオワ・カブスで迎えた。3Aの公式戦には76試合に出場。打率.314、37打点、2本塁打を記録したが、メジャー昇格には至らず11月7日にFAとなった。

### タイガース傘下時代
2017年2月20日に、デトロイト・タイガースとマイナー契約を締結。契約を機に、傘下のAAA級トレド・マッドヘンズへ配属された。しかし、成績不振のため公式戦7試合に出場したのみで4月17日に解雇された。その後は、どの球団とも契約できないままシーズンを終えた。
2018年1月13日（日本時間）に、現役を引退する意向であることを、古巣の阪神タイガースに伝えた。

### 現役引退後
2018年シーズンから、古巣カブスのベースボール・オペレーション補佐に就任。マイナーリーグの傘下球団への巡回指導や、ドラフト会議に向けたアマチュア球界のスカウト活動など、フロント業務でさまざまな役割を担っていた。
2019年限りでカブスを再び退団。2020年6月24日には、YouTube向けの動画を制作するFun makeのアンバサダーに就任したことを明かしている。2021年以降は、出身地のテネシー州で家族と悠々自適の生活を送りながら、時折現地の高校（グレース・クリスチャン・アカデミー）で野球を指導している。

## 選手としての特徴

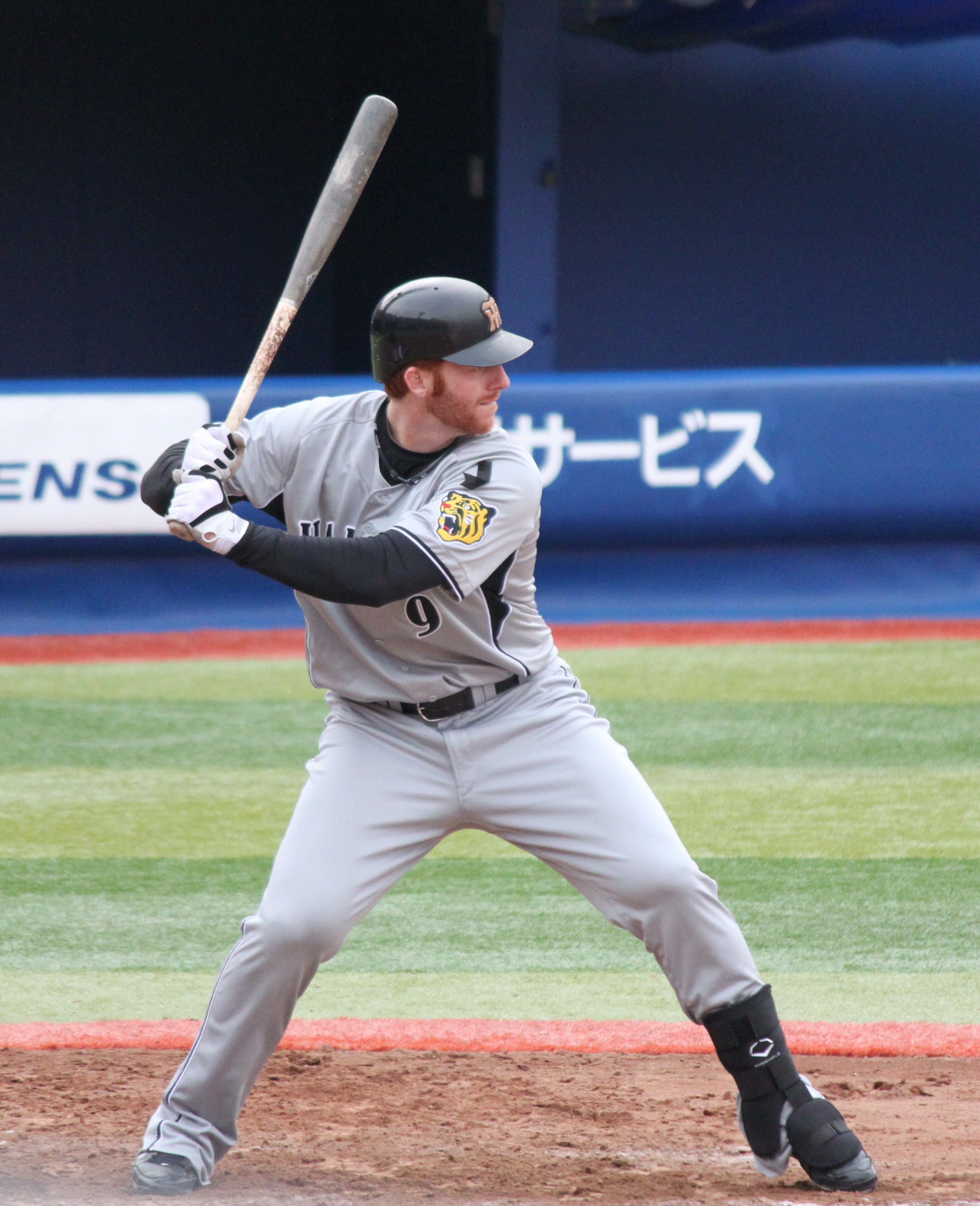
打撃フォーム（2011年）

### 打撃
コンパクトなスイングからライナー性の打球を広角に打ち分ける堅実な打撃を持ち味とする。左投手に対してはMLB通算で打率.304を残しており、阪神移籍後の2010年にも打率.408を記録。また、打者不利とされる追い込まれたカウントからでも打率.350を残している。
打撃フォームに関しては、スイングの際に体の軸のぶれが小さい。広澤克実は自身のブログで、マートンには体の軸がぶれない他にも彼独特の技術がいくつかあることを紹介しており、「真似しようとしても誰も出来ない、天才型の選手」と評している。2010年から3年間同僚だった金本知憲は「マートンはそんな長打力なかったがチャンスに強く、集中力があった。ああいう選手好きですね」と述べている。本人は打撃について「ボールを地面に両足のスタンスと並行になるように3個置き、1個だけ打つのではなく、2個目も3個目も打てるようにバットを出すイメージを作る」という独自の理論を語っている。
阪神1年目の2010年に達成した214安打は、2015年に左打者の秋山翔吾（当時は埼玉西武ライオンズに在籍）が216安打を達成するまで、NPBのシーズン最多安打記録であった。自身の記録が秋山に更新された際には「秋山は簡単ではないことを成し遂げた。今年（2015年）一気にステップアップして、素晴らしい選手に成長した」「秋山のスイングは素晴らしく、グラウンド全体を使っている」とコメントしている。

### 守備・走塁
守備では肩の強さには欠けるが、左翼守備ではMLB通算のDRS 13, UZR 28.5と高い数値を残した。一方で右翼守備ではUZR -2.0と平均を下回り、阪神移籍後の2010年は両リーグの中堅手中ワースト1位のUZR -10.5を記録した。走塁では一塁到達4.44秒と特別に足が速いわけではない。
阪神時代には、二塁（または三塁）走者として三塁ベースコーチの指示で本塁へ突入した際に、激しいクロスプレーや強引なタックルで相手の捕手を倒れ込ませたことが数回ある。2013年5月12日の対ヤクルト戦（松山坊っちゃんスタジアム）では、4回裏一死一・三塁で藤井彰人が中飛を放ったところ、三塁走者としてタッチアップで本塁へ突入。その際のタックルでマートンの左膝がホームプレート上にいた相手捕手・田中雅彦の首付近を直撃したため、田中は左鎖骨の骨折で途中交代（翌日に登録抹消）を余儀なくされた。マートンは試合後に「田中をケガさせようと思ってタックルしたわけじゃない」と釈明していたが、後にヤクルト球団の関係者へ謝罪している。しかし、同年9月14日の同カードでも、本塁突入の際にホームプレート上にいた相川亮二へ強引にタックル。その結果、相川と共に退場処分を受けた（後述）。
ちなみに公認野球規則では、この当時から走路の優先権が走者にあることを定めていた。この規則を厳密に適用すれば、「塁上の走者が本塁に到達する可能性がある場合には、相手捕手は味方野手からの送球を捕るまで、その走者の走路を妨げないようにホームベースを空けていなければならない」という見解が成り立つ（走塁妨害#概要を参照）。マートン自身もこのような見解から、前述の退場後に「キャッチャー（相川）がホームプレート上にいた。自分としては何が何でも得点したかったので、タックルするしかなかった」「何でもかんでもぶつかるわけではない。ホームベースが空いていたらそんなことはしない。たとえあの状況で自分の弟が相手捕手としてホームを守っていたとしても、ホーム上にいたらタックルに行く」と述べている。
なお、MLBでは2014年、NPBではマートンの阪神退団後（2016年）からコリジョンルールを本格的に導入。このルールにリプレー検証を組み合わせることによって、本塁上での危険なクロスプレーが以前より厳しく判定されるようになった。NPBでの導入については、マートンによる上記のプレーを間近で目撃した当時のヤクルトの監督だった真中満による12球団監督会議（2015年7月）での問題提起がきっかけとなり、導入案が「マートン・ルール」と呼ばれることもあった。

## 人物
野球選手として
非常に真面目な性格の持ち主で、大の努力家でもある。阪神への入団当初は、春季キャンプで和田豊打撃コーチや山脇光治守備走塁コーチ（いずれも当時）へ積極的にアドバイスを求めた。シーズンに入ってからは、打席での結果に関係なく、対戦した相手投手や審判ごとのストライクゾーンの特徴を試合中にノートへ記述。練習では、ティーバッティングでティーの高さを投手の投げるコースに見立てながらティーの高さを変えたり、自分の納得が行くまで居残りで打ち込みを続けたりしている。このような性格ゆえに、ストライクゾーンをめぐる球審との軋轢から攻守にわたってプレーへの集中力が低下したことや、球審によるストライクの判定へ不服を示したあげく退場処分を受けたことが何度もある（詳細後述）。
ファンサービスにも積極的で、「外野での守備中に自身やチームメイトが相手チームからアウトを取るたびに、外野スタンドを振り返ったうえで、外野スタンドのファンとアウトカウントを確かめ合う」という仕草が、カブス時代からルーティンと化していた。現役引退の意向が日本で報じられた際には、「チームが勝つことでファンは笑顔になり、涙を流す。外野の守備に就いた僕に向かって見せる表情から伝わってくる感情は、言葉では説明できないほど特別なものだと思う。阪神時代に経験した甲子園球場での週末のデーゲームは最高だった。美しい青空にジェット風船が打ち上げられたり、大きな球団旗がはためいていたりする光景は生涯忘れられない」というメッセージを阪神ファンに向けて送っている。このような姿勢や阪神時代の活躍から、現役引退後も阪神ファンを中心に人気が高く、引退後の2018年10月にテレビ朝日が調査した「プロ野球ファン1万人&レジェンドOBが選んだ!最強助っ人外国人ランキング」では12位に名を連ねた。この順位は、阪神の歴代外国人選手としては、ランディ・バース（1位）、当時現役（阪神のエース）だったメッセンジャー（9位）に次ぐものである。
2010年シーズンにマートンの打席で使われた応援歌は、当初マートン専用ではなく「外国人選手汎用曲」として作られたものであった。阪神では新外国人選手が入団してくると無条件で専用の応援歌が作成することが慣例となっていたが、マートンの入団直前まで新外国人選手が1年限りで退団するケースが頻発しており（2008年のルー・フォード、2009年のケビン・メンチなど）、それに伴って応援歌も1年限りで使われなくなるという状態が続いていたため、マートンの入団に際しては応援団らの配慮で外国人選手用の汎用曲が用意され、1年間通じて活躍すれば2年目以降は本人専用のものが作られるという措置が取られた。しかし、この年のマートンの活躍により、阪神選手の応援歌を管理するヒッティングマーチ委員会が、2011年以降はこの曲をマートン専用の応援歌として使用することを決定。(ただし、正式にマートン専用応援歌に決まったのはマートン退団後の2016年)その後新たに入団する外国人選手があった際に別の汎用曲を改めて作ることになった。
日本プロ野球のレベルについては、MLBと3Aの間という意味で「4A」であると語っていた。
2021年に大谷翔平がMLBでMVPを獲得した際に、大谷とは逆の「MLBからNPBに移籍して成功を収めた選手」としてMLB公式ホームページからインタビューを受けた。インタビュー内ではアメリカ合衆国の野球と日本の野球の違いについて触れ、新たな環境に適応するためには配球論から日々の生活に至るまで取り組む姿勢を根本的に変える必要があると語った。
キリスト教と日本への深い愛着
日本の野球に敬意を持ち、日本文化に馴染もうと努力をしており、あらゆる日本食にも挑戦して好きになったと語っている。特に牛丼は来日した翌日に同僚だったクレイグ・ブラゼルに吉野家に連れて行ってもらってからの大のお気に入りで、2年目の2011年に来日した際は「早く牛丼が食べたくてしょうがなかった」と発言。自宅の冷凍庫には常に牛丼があり、吉野家からプレゼントされた丼で食べているという。打撃が復調した2013年からは、試合後のヒーローインタビューで片言ながら関西弁を交えるようになった。MBSラジオの『MBSタイガースライブ』で阪神戦を中継する場合には、マートンの関西弁による「ヒット、ウツノ、アサメシマエヤ。MBSタイガースライブ」というジングルを随時放送。『MBSベースボールパーク』に改称した2014年・2015年の中継でも、タイトルを差し替えただけで継続していた。
両親ともに教師という家庭に生まれた敬虔なプロテスタントのクリスチャンで、阪神時代にも、日曜日には神戸市内の教会をできる限り訪れていたという。また、本拠地球場での試合で打席に入る際に流れる登場曲には、クリスチャン・ロックのバンドであるKutlessやナイトdeライトなどの楽曲を使用。ヒーローインタビューでは「イエス様に平安がある」という日本語で締めくくっていた。
広島遠征中の2015年8月6日には、午前中に広島平和記念式典へ参列した後、マツダスタジアムでの対広島ナイトゲーム（ピースナイター2015）にスタメンで出場していた。
阪神の現役選手時代から、Fellowship of Christian Athletes（FCA）という組織を通じて、日本国内でさまざまな慈善活動へ従事。現役引退後の2018年にも、阪神時代に6年間居住していた関西地方が大阪府北部地震・平成30年台風第21号で大きな被害を受けたことを背景に、FCAの活動でプロ野球シーズン中の9月に来日した。滞在中は、被災地域の一つである大阪府茨木市で開かれた少年野球教室に、阪神時代のユニフォーム姿で参加。また、行く先々で阪神ファンや住民と交流するたびに、「個々では困難なことでも、一緒になれば乗り越えられるものです。一緒に頑張りましょう!」という表現でエールを送っていた。帰国後も、「（日本滞在中の対応に）圧倒され、感動しています。アメリカへ戻ってからも、日本との絆を失ったことはありません」というメッセージを寄せている。
チームメイトとの関係
2013年1月には、ロバート・ホワイティングが『夕刊フジ』に連載中のコラム『サクラと星条旗』（翻訳版）から、前述の「能見さんが嫌い」発言を取り上げたエッセー（前年7月3日付の同紙に掲載）を近畿大学が一般入学試験・前期A日程「国語」の問題に採用した。しかしマートンは、決勝の適時打を放った4月9日の対巨人戦で、完封勝利を記録した先発投手の能見と共に試合後のヒーローインタビューに登場すると、「ノウミサン、アイシテル」と言いながら能見とハグ。前述の発言が報じられてから、既に能見と和解していることをファンの前で宣言した。このインタビューの直後には、阪神球団がマートン・能見の両者に承諾を得たうえで、「ノウミサンアイシテル」というロゴを入れたTシャツを球団公式グッズとして数量限定で販売した。2014年4月4日の対中日戦（京セラドーム大阪）試合後のヒーローインタビューでは、同年の開幕3戦目であった3月30日の対巨人戦（東京ドーム）で二塁での守備中に右翼手の福留孝介と激突し戦線離脱した西岡剛に「ニシオカサン、イナイ、サミシイ。アイシテル」とエールを送る一方で、当日の先発で勝利投手になった能見についても、「能見さんのことは大好きです。素晴らしいピッチャー」と称賛した。当の能見は、マートンの現役引退に際して、笑みを浮かべながら「（前述の発言がマートンから出た）あの時は大変だった。マートンが野球に対して真面目で純粋な選手だったから、誰もが（発言をマートンの）本意と思ってないことは分かっていた。マートンから繰り返し謝られたので、謝られるたびに、発言を真に受けていないことを伝えていた。どのような選手にもいずれは引退の時が訪れるものだが、マートンの引退を知った今は、右打者としての実績の凄さを改めて感じている。（マートンが阪神を退団してからは疎遠になっているので）また会えたら良いね」というコメントを出している。
マウロ・ゴメスが阪神へ入団した2014年からは、験担ぎの意味で一緒に顎鬚を伸ばすほど、ゴメスと親しくしていた。
その他
大学3年時にプロ入りしたため、阪神入団時点ではジョージア工科大学に籍がある身分であり、卒業まで33単位が残ったままであった。
5歳年下の弟ルークもジョージア工科大学出身の野球選手で、2009年にニューヨーク・ヤンキースからドラフト19巡目で指名されてプロ入りし、ヤンキース傘下のマイナーでプレーしている。ポジションは一塁手。
2010年9月21日以降は一時、関西地区のファミリーマート1,400店舗での限定商品として、阪神タイガースとのコラボ商品である「ファミリーマートンカツおむすび」「ファミリーマートンカツ弁当」など5品目が発売されていた。商品化のきっかけとなったのは、同社とマートンの名前をかけて「ファミリーマートン」(Family Murton) と書いた、同社のコーポレートカラーである緑・白・青の手作り応援グッズを使っているファンを同社の社員が目にしたことに端を発し、マートンならびに阪神球団を応援しようという機運が盛り上がったためである。ちなみに、甲子園球場でも2011年から2015年まで、マートンのプロデュースによる「マートン平焼き」「マートンカツ丼〜蟹ほぐし身のせ〜」を場内限定メニューとして発売している。
阪神内では指折りの高校野球ファンで、春夏を問わず、甲子園での全国大会期間中には時間の許せる限り試合のテレビ中継を熱心に見ていた。第83回選抜高等学校野球大会（2011年）では公式戦開幕前の練習後、第95回全国高等学校野球選手権大会（2013年）では8月15日の対広島ナイトゲーム（京セラドーム）の前には、実際に甲子園球場のスタンドで試合を観戦していたこともある。

## 退場歴
阪神時代には、以下の経緯で3回の退場処分を受けている。
- 2013年8月14日の対広島戦（京セラドーム）で、3回裏に広島先発の大竹寛が投じたノーボール1ストライクからの外角球をボール球と思って見逃したが判定はストライク。この判定に激昂し、バットでベース付近に線を引いた行為が侮辱行為ととられ、球審の良川昌美より退場を宣告された。その後も怒りは収まらず、監督やコーチ、同僚の制止を何度も振り切って、審判に不満をあらわにした。翌日には甲子園球場で高校野球を観戦（前述）してから同カードに出場。この試合で決勝本塁打を放ったことから、試合後のヒーローインタビューでは日本語で謝罪の言葉を述べた[112]。
- 2013年9月14日の対ヤクルト戦（神宮）で、福留のセンター前安打で二塁にいたマートンが一気に本塁へ突入した際にヤクルト捕手の相川亮二へタックル。判定はアウトだったが、この年、すでに1度同じヤクルト相手に同様のプレーで相手捕手田中雅彦を負傷退場に追い込んだ経緯もあり（#守備・走塁も参考）、このタックルに激高した相川がマートンを突き飛ばしたことから、両チーム総出の乱闘に発展し、相川と共に暴力行為で自身2度目の退場処分を受けた。マートンはシーズン2度目の退場処分ということもあり、翌日の同カードで1試合の出場停止処分を受けた。このシーズンでマートンが欠場したのはこの試合のみである。
- 2014年8月23日の対広島戦（マツダ）で、1回表の第1打席で球審の飯塚富司による見送り三振の判定に対し、バットを放り投げて飯塚に詰め寄り暴言を吐いたことから、自身3度目の退場処分を受けた。

2015年9月12日の対広島戦（甲子園）終了後には、同カードを担当していた審判員の1人から挑発的な内容の発言を浴びせられた。阪神球団では翌13日に、この発言を「暴言」と指摘するとともに、「（当該審判員について）審判の品位をしっかりと守って欲しい」と要望する書面（要望書）をセントラル・リーグに提出。同リーグの杵渕和秀統括担当と友寄正人審判長が要望書を基に事情聴取を実施したところ、当該審判員は暴言の事実を否定しながらも、目が合ったマートンに挑発的な態度で応じたことを認めた。結局、セントラル・リーグは同月18日に、「マートンへの発言は審判員の態度としては不適切」という理由でこの審判員を厳重注意に処した。当該審判員の氏名は明らかにされていない。

## 詳細情報

### 年度別打撃成績
| 年 度    | 球 団    | 試 合 | 打 席 | 打 数 | 得 点 | 安 打 | 二 塁 打 | 三 塁 打 | 本 塁 打 | 塁 打 | 打 点 | 盗 塁 | 盗 塁 死 | 犠 打 | 犠 飛 | 四 球 | 敬 遠 | 死 球 | 三 振 | 併 殺 打 | 打 率 | 出 塁 率 | 長 打 率 | O P S |
| -------- | -------- | ----- | ----- | ----- | ----- | ----- | -------- | -------- | -------- | ----- | ----- | ----- | -------- | ----- | ----- | ----- | ----- | ----- | ----- | -------- | ----- | -------- | -------- | ----- |
| 2005     | CHC      | 51    | 160   | 140   | 19    | 45    | 3        | 2        | 7        | 73    | 14    | 2     | 1        | 2     | 2     | 16    | 4     | 0     | 22    | 4        | .321  | .386     | .521     | .907  |
| 2006     | CHC      | 144   | 508   | 455   | 70    | 135   | 22       | 3        | 13       | 202   | 62    | 5     | 2        | 1     | 2     | 45    | 1     | 5     | 62    | 16       | .297  | .365     | .444     | .809  |
| 2007     | CHC      | 94    | 261   | 235   | 35    | 66    | 13       | 0        | 8        | 103   | 22    | 1     | 0        | 0     | 0     | 26    | 0     | 0     | 39    | 4        | .281  | .352     | .438     | .790  |
| 2008     | CHC      | 19    | 42    | 40    | 2     | 10    | 2        | 0        | 0        | 12    | 6     | 0     | 0        | 0     | 0     | 1     | 0     | 1     | 5     | 2        | .250  | .286     | .300     | .586  |
| 2008     | OAK      | 9     | 31    | 30    | 1     | 3     | 1        | 0        | 0        | 4     | 2     | 0     | 0        | 0     | 0     | 1     | 0     | 0     | 7     | 1        | .100  | .129     | .133     | .262  |
| '08計    | OAK      | 28    | 73    | 70    | 3     | 13    | 3        | 0        | 0        | 16    | 8     | 0     | 0        | 0     | 0     | 2     | 0     | 1     | 12    | 3        | .186  | .219     | .229     | .448  |
| 2009     | COL      | 29    | 56    | 52    | 7     | 13    | 5        | 0        | 1        | 21    | 6     | 2     | 0        | 0     | 0     | 4     | 0     | 0     | 14    | 0        | .250  | .304     | .404     | .707  |
| 2010     | 阪神     | 144   | 668   | 613   | 105   | 214   | 35       | 3        | 17       | 306   | 91    | 11    | 6        | 0     | 5     | 47    | 3     | 3     | 70    | 14       | .349  | .395     | .499     | .894  |
| 2011     | 阪神     | 142   | 606   | 579   | 66    | 180   | 24       | 1        | 13       | 245   | 60    | 6     | 4        | 1     | 1     | 24    | 0     | 1     | 76    | 13       | .311  | .339     | .423     | .762  |
| 2012     | 阪神     | 121   | 473   | 453   | 39    | 118   | 18       | 2        | 5        | 155   | 38    | 2     | 4        | 0     | 1     | 18    | 0     | 1     | 56    | 14       | .260  | .290     | .342     | .632  |
| 2013     | 阪神     | 143   | 613   | 566   | 55    | 178   | 37       | 1        | 19       | 274   | 85    | 6     | 1        | 0     | 4     | 42    | 1     | 1     | 81    | 25       | .314  | .361     | .484     | .845  |
| 2014     | 阪神     | 142   | 591   | 532   | 58    | 180   | 32       | 0        | 14       | 254   | 84    | 2     | 5        | 0     | 6     | 46    | 4     | 7     | 64    | 19       | .338  | .394     | .477     | .872  |
| 2015     | 阪神     | 140   | 583   | 544   | 46    | 150   | 27       | 0        | 9        | 204   | 59    | 0     | 1        | 0     | 5     | 31    | 0     | 3     | 77    | 21       | .276  | .316     | .375     | .691  |
| MLB：5年 | MLB：5年 | 346   | 1058  | 952   | 134   | 272   | 46       | 5        | 29       | 415   | 112   | 10    | 3        | 3     | 4     | 93    | 5     | 6     | 149   | 27       | .286  | .352     | .436     | .788  |
| NPB：6年 | NPB：6年 | 832   | 3534  | 3287  | 369   | 1020  | 173      | 7        | 77       | 1438  | 417   | 27    | 21       | 1     | 22    | 208   | 8     | 16    | 424   | 106      | .310  | .352     | .437     | .789  |

- 各年度の太字はリーグ最高

### 年度別守備成績
| 年 度 | 球 団 | 左翼（LF） | 左翼（LF） | 左翼（LF） | 左翼（LF） | 左翼（LF） | 左翼（LF） | 中堅（CF） | 中堅（CF） | 中堅（CF） | 中堅（CF） | 中堅（CF） | 中堅（CF） | 右翼（RF） | 右翼（RF） | 右翼（RF） | 右翼（RF） | 右翼（RF） | 右翼（RF） | 外野（OF） | 外野（OF） | 外野（OF） | 外野（OF） | 外野（OF） | 外野（OF） |
| 年 度 | 球 団 | 試 合      | 刺 殺      | 補 殺      | 失 策      | 併 殺      | 守 備 率   | 試 合      | 刺 殺      | 補 殺      | 失 策      | 併 殺      | 守 備 率   | 試 合      | 刺 殺      | 補 殺      | 失 策      | 併 殺      | 守 備 率   | 試 合      | 刺 殺      | 補 殺      | 失 策      | 併 殺      | 守 備 率   |
| ----- | ----- | ---------- | ---------- | ---------- | ---------- | ---------- | ---------- | ---------- | ---------- | ---------- | ---------- | ---------- | ---------- | ---------- | ---------- | ---------- | ---------- | ---------- | ---------- | ---------- | ---------- | ---------- | ---------- | ---------- | ---------- |
| 2005  | CHC   | 43         | 62         | 1          | 2          | 1          | .969       | -          | -          | -          | -          | -          | -          | -          | -          | -          | -          | -          | -          | 43         | 62         | 1          | 2          | 1          | .969       |
| 2006  | CHC   | 133        | 240        | 3          | 3          | 2          | .988       | -          | -          | -          | -          | -          | -          | -          | -          | -          | -          | -          | -          | 133        | 240        | 3          | 3          | 2          | .988       |
| 2007  | CHC   | 28         | 50         | 1          | 0          | 0          | 1.000      | 1          | 0          | 0          | 0          | 0          | ----       | 41         | 65         | 2          | 4          | 1          | .944       | 68         | 115        | 3          | 4          | 1          | .967       |
| 2008  | CHC   | 10         | 13         | 0          | 0          | 0          | 1.000      | -          | -          | -          | -          | -          | -          | 2          | 1          | 0          | 0          | 0          | 1.000      | 12         | 14         | 0          | 0          | 0          | 1.000      |
| 2008  | OAK   | 7          | 27         | 1          | 0          | 1          | 1.000      | -          | -          | -          | -          | -          | -          | -          | -          | -          | -          | -          | -          | 7          | 27         | 1          | 0          | 1          | 1.000      |
| '08計 | OAK   | 17         | 40         | 1          | 0          | 1          | 1.000      | -          | -          | -          | -          | -          | -          | 2          | 1          | 0          | 0          | 0          | 1.000      | 19         | 41         | 1          | 0          | 1          | 1.000      |
| 2009  | COL   | 12         | 12         | 0          | 0          | 0          | 1.000      | -          | -          | -          | -          | -          | -          | 5          | 1          | 0          | 0          | 0          | 1.000      | 16         | 13         | 0          | 0          | 0          | 1.000      |
| 2010  | 阪神  | -          | -          | -          | -          | -          | -          | -          | -          | -          | -          | -          | -          | -          | -          | -          | -          | -          | -          | 144        | 262        | 3          | 4          | 2          | .985       |
| 2011  | 阪神  | -          | -          | -          | -          | -          | -          | -          | -          | -          | -          | -          | -          | -          | -          | -          | -          | -          | -          | 140        | 235        | 5          | 4          | 2          | .984       |
| 2012  | 阪神  | -          | -          | -          | -          | -          | -          | -          | -          | -          | -          | -          | -          | -          | -          | -          | -          | -          | -          | 117        | 190        | 8          | 2          | 1          | .990       |
| 2013  | 阪神  | -          | -          | -          | -          | -          | -          | -          | -          | -          | -          | -          | -          | -          | -          | -          | -          | -          | -          | 140        | 181        | 1          | 2          | 0          | .989       |
| 2014  | 阪神  | -          | -          | -          | -          | -          | -          | -          | -          | -          | -          | -          | -          | -          | -          | -          | -          | -          | -          | 140        | 188        | 5          | 6          | 2          | .970       |
| 2015  | 阪神  | -          | -          | -          | -          | -          | -          | -          | -          | -          | -          | -          | -          | -          | -          | -          | -          | -          | -          | 139        | 220        | 1          | 4          | 0          | .982       |
| MLB   | MLB   | 233        | 404        | 6          | 5          | 4          | .988       | 1          | 0          | 0          | 0          | 0          | ----       | 48         | 67         | 2          | 4          | 1          | .945       | 279        | 471        | 8          | 9          | 5          | .982       |
| NPB   | NPB   | -          | -          | -          | -          | -          | -          | -          | -          | -          | -          | -          | -          | -          | -          | -          | -          | -          | -          | 820        | 1276       | 23         | 22         | 7          | .983       |

- 各年度の太字はリーグ最高

### 年度別打撃成績所属リーグ内順位
| 年 度 | 年 齢 | リ ｜ グ   | 打 率 | 安 打 | 二 塁 打 | 三 塁 打 | 本 塁 打 | 打 点 | 出 塁 率 |
| ----- | ----- | ---------- | ----- | ----- | -------- | -------- | -------- | ----- | -------- |
| 2010  | 29    | セ・リーグ | 3位   | 1位   | 5位      | -        | -        | 7位   | 5位      |
| 2011  | 30    | セ・リーグ | 2位   | 1位   | 6位      | -        | -        | 10位  | 9位      |
| 2012  | 31    | セ・リーグ | -     | -     | -        | -        | -        | -     | -        |
| 2013  | 32    | セ・リーグ | 4位   | 1位   | 1位      | -        | 6位      | 5位   | 9位      |
| 2014  | 33    | セ・リーグ | 1位   | 4位   | 5位      | -        | -        | 6位   | 5位      |
| 2015  | 34    | セ・リーグ | 9位   | 6位   | -        | -        | -        | -     | -        |

- -は10位未満（打率、出塁率は規定打席未到達の場合も-と表記）

### タイトル
NPB
- 首位打者：1回（2014年）
- 最多安打：3回（2010年、2011年、2013年）

### 表彰
NPB
- ベストナイン：4回（外野手部門：2010年、2011年、2013年、2014年）
- 連盟特別賞：1回（2010年） ※シーズン214安打のNPB新記録
- 月間サヨナラ賞：1回（2013年6月）

### 記録
MLB
初記録
- 初出場・初先発出場：2005年7月8日、対フロリダ・マーリンズ戦（ドルフィンズ・スタジアム）、8番・左翼手として先発出場
- 初打席・初安打：同上、2回表にドントレル・ウィリスから左前打
- 初打点：同上、5回表にランディ・メッセンジャーから右犠飛
- 初本塁打：2005年8月15日、対ヒューストン・アストロズ戦（ミニッツメイド・パーク）、2回表にワンディ・ロドリゲスから右越ソロ
- 初盗塁：2005年8月30日、対ロサンゼルス・ドジャース戦（リグレー・フィールド）、6回裏に二盗（投手：ブラッド・ペニー、捕手：ディオナー・ナバーロ）

NPB
初記録
- 初出場・初先発出場：2010年3月26日、対横浜ベイスターズ1回戦（京セラドーム大阪）、1番・中堅手として先発出場
- 初打席：同上、1回裏にスティーブン・ランドルフから捕ゴロ
- 初安打：同上、3回裏にスティーブン・ランドルフから三塁内野安打
- 初打点：2010年3月27日、対横浜ベイスターズ2回戦（京セラドーム大阪）、6回裏に寺原隼人から左中間へ適時二塁打
- 初盗塁：同上、6回裏に二盗（投手：寺原隼人、捕手：橋本将）
- 初本塁打：2010年3月30日、対広島東洋カープ1回戦（MAZDA Zoom-Zoom スタジアム広島）、6回表に横山竜士から左越ソロ

節目の記録
- 1000安打：2015年9月3日、対広島東洋カープ18回戦（阪神甲子園球場）、1回裏に福井優也から中前適時打 - NPB歴代最短の6シーズン目で達成。通算282人目ながら、阪神の歴代外国人選手では初の記録。

その他の記録
- オールスターゲーム出場：4回（2010年、2011年、2013年、2014年）
- 外国人選手だけによる2者連続本塁打（2015年10月11日、クライマックス・シリーズ　ファーストステージ第2戦1回表） - ポストシーズン史上初の記録。前打者マウロ・ゴメスの2点本塁打に続いて、巨人の菅野智之からソロ本塁打を放ったことによって達成。
- 通算1020安打 - 阪神の歴代外国人選手最多記録。
- 通算832試合出場 - 阪神の歴代外国人選手最多記録。

NPBシーズン記録
- シーズン214安打（2010年） - 歴代2位。外国人選手、右打者およびセ・リーグ最多記録。達成時点では、NPB歴代最多記録であった。
- 打率.349（2010年） - NPB初年の外国人選手として歴代1位。
- 猛打賞24回（2010年） - アレックス・ラミレスと並んで外国人選手最多記録。
- 30試合連続安打（2011年9月6日 - 10月11日） - 歴代4位。近本光司（2022）に並び阪神タイガース球団記録タイ、および外国人選手最多記録。

### 背番号
- 19（2005年 - 2008年途中）
- 26（2008年途中 - 同年終了）
- 14（2009年）
- 9（2010年 - 2015年）

### 登場曲
- 「Strong Tower（英語版）」Kutless（英語版）（2010年 - 2011年、2012年途中 - 2013年）
- 「Saved the Day」Phillips, Craig & Dean（英語版）（2012年 - 同年途中）
- 「Stain」ナイトdeライト（2014年 - 2015年途中）
- 「More of You」Colton Dixon（英語版）（2015年途中 - 同年終了）